# Колантонио, Рафаэль
Рафаэль Колантонио (фр. Raphaël Colantonio; род. 1971) — французский геймдизайнер, основатель Arkane Studios и её президент в течение 18 лет. Креативный директор нескольких игр Arkane, в том числе соавтор серии Dishonored.

## Карьера
Когда Колантонио было около 18 лет, находясь на грани обязательной военной службы, которая была в то время во Франции, он принял участие в конкурсе, проводимом Electronic Arts на знания серии игр Ultima, фанатом которой он был. Он не знал, что конкурс был предназначен для поиска подходящих кандидатов для новой студии, которую Electronic Arts открывали во Франции. Благодаря конкурсу Колантонио был нанят в Electronic Arts, помогая с созданием службы поддержки клиентов во Франции.

### Arkane Studios
С появлением домашних игровых консолей Колантонио увидел в Electronic Arts переход к играм, более ориентированным на спорт — область, которая его не интересовала. Поэтому он ушёл из компании, на короткое время заняв должность в Infogrames. Примерно в 1999 году он решил, что хочет открыть свою собственную студию, и при финансовой поддержке своего дяди он и трое его друзей основали Arkane Studios в Лионе.
Колантонио первоначально надеялся взяться за разработку Underworld 3 — игры, которая служила бы продолжением Ultima Underworld: The Stygian Abyss и Ultima Underworld II: Labyrinth of Worlds — но ему не удалось договориться с Electronic Arts, даже предложив компании уже готовый прототип игры. Представители Electronic Arts заявили, что не заинтересованы в концепции Колантонио в предлагаемом виде, но предложили свои радикальные изменения. Колантонио счел их неприемлемыми: по его словам, он «твёрдо решил, что хочет создать именно эту игру, а не какую-то другую версию». В итоге Колантонио и его команде пришлось переделать будущую игру, поместив её в собственную вселенную, уже никак не связанную с Ultima — эта игра вышла под названием Arx Fatalis. Разработка Arx Fatalis истощила финансовые резервы студии — она была на грани банкротства; Колантонио в последний момент удалось подписать договор с издателем JoWooD Entertainment. 
Arx Fatalis провалилась в продажах, но получила похвалы прессы и привлекла к студии внимание индустрии компьютерных игр, в том числе награду «Новичок года» на Game Developers Conference. Кроме этого Arx Fatalis была номинирована на лучшую компьютерную ролевую игру 2002 года изданиями Computer Gaming World, GameSpot и Academy of Interactive Arts & Sciences. Arkane удалось подписать с Valve контракт на использование крайне современного и востребованного на тот момент игрового движка Source для создания Arx Fatalis 2. Этот контракт привлек внимание уже другой крупной французской компании Ubisoft, которая желала выпустить именно на этом движке игру в серии Might and Magic. Колантонио сознавал, что Arx Fatalis 2 легко может повторить коммерческую судьбу первой части, и на этот раз согласился на предложение Ubisoft — вместо Arx Fatalis 2 студия взялась за игру Dark Messiah of Might and Magic, выпущенную в 2006 году. Как и Arx Fatalis, Dark Messiah представляла собой ролевую игру от первого лица с магией и стелс-элементами.
В процессе разработки Dark Messiah Колантонио переехал из Франции в США, оставив старую студию в руках коллег, и открыл новое подразделение в Остине, штат Техас — в этом месте было гораздо легче найти квалифицированных разработчиков игр, готовых браться за что-то новое, а не просто зарабатывать деньги, и привлечь к себе внимание. В 2008 году Колантонио привлек в студию другого известного разработчика Харви Смита и сделал его совладельцем компании — на протяжении следующих лет они работали как соавторы. Различные проекты, над которыми студия работала в 2000-х годах — как разрабатываемая в сотрудничестве с Valve игра Ravenholm во вселенной Half-Life, создаваемый вместе со Стивеном Спилбергом проект LMNO или необычная многопользовательская игра The Crossing, концепцию которой Колантонио и Смит предлагали разным издателям — в итоге закончились ничем. В 2010 году Arkane Studios была приобретена американской компанией Bethesda Softworks — Колантонио считал эту продажу «хорошей сделкой».
Проект, первоначально задуманный Колантонио и Смитом как «игра про ниндзя» и разработанный под их совместным руководством — Dishonored — был выпущен уже под крылом Bethesda; эта игра получила множество наград и номинаций, в том числе Премию Британской Академии в области видеоигр, награду «Лучшая игра в жанре action-adventure» на церемонии Spike Video Game Awards, звание «лучшей игры года» от Ars Technica
, CNET и CNN. Она завоевала такой коммерческий успех, что Bethesda объявила о дальнейшем развитии Dishonored уже как целой медиафраншизы. В то время как Смит с лионской студией занимался продолжениями Dishonored, Колантонио с американской студией в Остине взялся за новый проект — Prey. Колантонио первоначально желал создать фэнтезийную игру с магией, развивающую идеи Arx Fatalis; позже фэнтезийное оформление сменилось на научно-фантастическое — захваченную инопланетянами космическую станцию. Эта игра не имела прямых связей с Prey 2006 года или отмененной Prey 2, но это название, по словам Колантонио, было легко заполучить — хотя бы на высоком уровне концепции игр были достаточно схожи, чтобы такое именование имело смысл.
В июне 2017 года Колантонио покинул Arkane Studios — при этом он еще некоторое время работал в лионском отделении Arkane, чтобы помочь с переходом к новому руководству, в то время как Харви Смит, соавтор серии игр Dishonored, курировал студию в Остине. Колантонио заявил, что хочет проводить больше времени со своим сыном и пересмотреть свои цели на будущее. В интервью 2020 года он сказал, что отчасти причиной его ухода было «творческое беспокойство» по поводу выпуска игры с качеством «AAA-игр», где процесс разработки был больше похож на создание конвейерного продукта, а также желание сделать перерыв, чтобы сосредоточиться на других вопросах.

### WolfEye Studios
Колантонио и Жюльен Роби, бывший продюсер Arkane, объявили в ноябре 2019 года, что они создали новую студию WolfEye Studios из двадцати человек, работающих удаленно. Они анонсировали свою первую игру Weird West на The Game Awards 2019. Ее издателем выступила Devolver Digital.

### Weird Wolves
Колантонио является сооснователем группы Weird Wolves, где сочиняет и исполняет музыку вместе с Авой Ли Гор, дочерью гитариста Depeche Mode Мартина Гора. Колантонио поет, играет на гитаре и бас-гитаре. Песня Ghost Voices стала заглавной темой Weird West и звучит в главном меню игры. 
В целом, музыка Колантонио иногда звучит в его играх. Так, его песни Mind Game и Semi-Sacred Geometry можно услышать в Prey.  

### The House of The Dev
В 2021 году Колантонио вместе с российским игровым журналистом Петром Сальниковым запустили подкаст The House of The Dev, посвященный разработке игр и адресованный разработчикам начального и среднего уровней. Каждый выпуск посвящен определённому аспекту создания видеоигр (разработка мира, сценарная работа, управление коллективом, создание звуковых эффектов и т. д.). В первом сезоне гостями стали Уоррен Спектор, Кен Левин, Харви Смит, Виктор Антонов и другие.